# Monchiquit
Der Monchiquit ist ein dunkles bis schwarzes, natriumbetontes Alkaligestein magmatischen Ursprungs und gehört zur Gruppe der alkalischen Lamprophyre.

## Etymologie und Geschichte
Der Name Monchiquit leitet sich von seiner Typlokalität, der Serra de Monchique beim gleichnamigen Monchique im südlichen Portugal (Algarve), ab. Das Gestein wurde zum ersten Mal von M. Hunter und Karl Heinrich Rosenbusch im Jahr 1890 wissenschaftlich beschrieben.

## Äußere Erscheinung

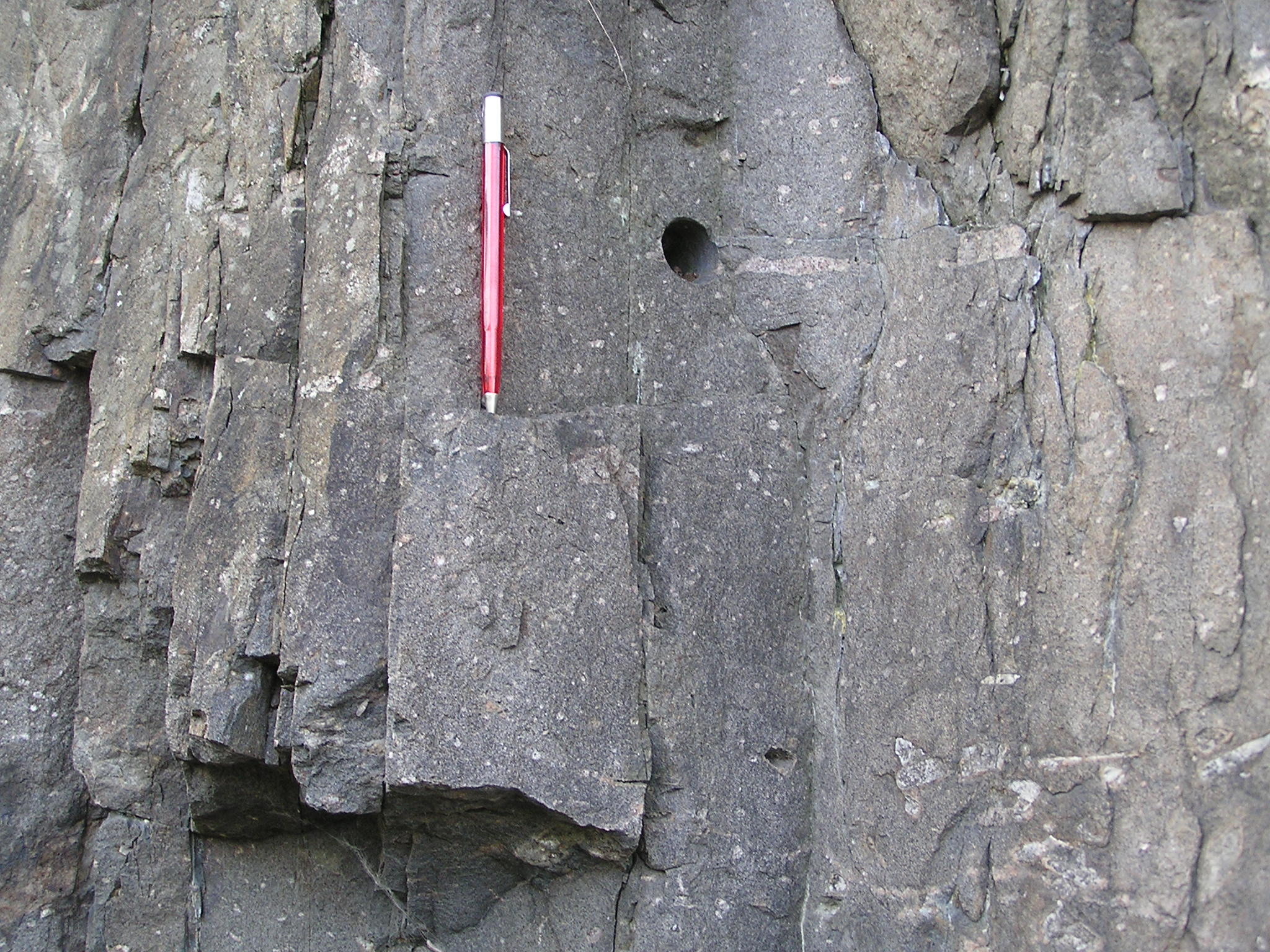
Monchiquit-Lagergang bei Sainte Dorothée, Quebec, Kanada. Durchsetzt von Ocelli-Lagen. Petrologische Provinz der Montérégie-Hügel

Monchiquit ist ein feinkörniges, graues bis fast schwarzes, mesotypes bis melanokrates Gestein. Es besitzt generell eine panidiomorphe und gleichzeitig porphyrische, granulare, oft auch amygdaloide oder ocellare Textur mit dichter, meist glasiger Grundmasse. Als Einsprenglinge fungieren Amphibol, Klinopyroxen und Olivin (einschließlich Umwandlungsprodukten), manchmal auch Biotit.

## Klassifikation
Wie alle anderen Lamprophyre kann auch der Monchiquit nicht mit Hilfe des Streckeisen- oder des TAS-Diagramms definiert werden. Die Unterscheidung der einzelnen Lamprophyre erfolgt anhand ihres tatsächlichen Mineralbestands, wobei zwischen hellen und dunklen Mineralen unterschieden wird.
Der Monchiquit zeichnet sich in seiner leukokraten Komponente dadurch aus, dass keinerlei Feldspat in der Grundmasse vorliegt und nur Glas oder Foide auftreten. Als melanokrate Komponenten besitzt er braunen Amphibol, Titanaugit, Olivin und Biotit. Er ist folglich dem Camptonit und dem Sannait sehr ähnlich, unterscheidet sich aber durch seinen Feldspatmangel und durch seine oft glasige Ausbildung. Chemisch und mineralogisch steht er auch dem Limburgit recht nahe, besitzt aber einen anderen strukturellen Aufbau und erhöhten Wassergehalt.

## Zusammensetzung

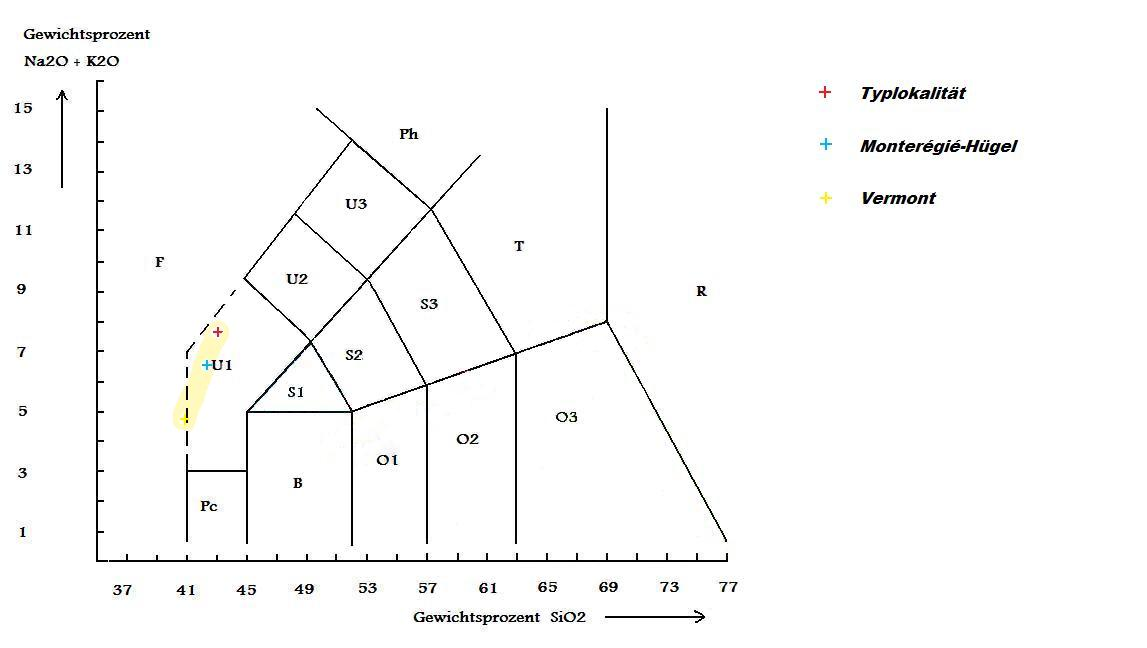
Ausgewählte Monchiquit-Zusammensetzungen im TAS-Diagramm

Der SiO2-Gehalt der Monchiquite bewegt sich generell zwischen 39 und 42 % (kann aber bis 47 % ansteigen), ihr Gehalt an den Alkalien Na2O + K2O liegt zwischen 4 und 9 %, wobei der Natriumgehalt den Kaliumgehalt überwiegt. Sie fallen somit vorwiegend ins TAS-Feld U1 der Basanite bzw. Tephrite, können aber auch gelegentlich ins Foidit-Feld und ins Basalt-Feld überwechseln.

### Mineralogie
Definitionsgemäß besitzen Monchiquite folgenden Mineralbestand:
- Amphibol, meist brauner Kaersutit, Hastingsit oder Barkevikit
- Klinopyroxen, in der Regel violettfarbener Titanaugit
- Olivin, manchmal mit Resorptionserscheinungen
- Biotit, auch Phlogopit

Als helle Bestandteile treten Foide an die Stelle von Feldspäten. Dies drückt die Untersättigung des Monchiquits an SiO2 aus. Als Foid kommt meist Analcim vor, es können aber auch Hauyn, Leucit, Nephelin oder Nosean an seine Stelle rücken. Im Gegensatz zu anderen Lamprophyren existiert zusätzlich eine gefärbte oder auch farblose Glaskomponente in der Grundmasse. Es ist noch nicht geklärt, ob der Analcim primär entstanden ist, oder ein sekundäres Umwandlungsprodukt aus der Glaskomponente darstellt. Auch Ocelli und Amygdalen können gegenwärtig sein, sind aber nicht so häufig wie bei Camptoniten. Sie werden meist von Calcit ausgefüllt. Als Umwandlungsprodukt der Grundmasse treten auch Zeolithe auf. Liegt ein tiefbrauner Biotit vor und fehlt Olivin, so indiziert dies die Varietät Fourchit, benannt nach den Fourche Mountains in Arkansas.
Akzessorien sind Apatit, Magnetit, Spinell, Titanit und Titanomagnetit.

### Chemische Zusammensetzung
Die folgende Tabelle zeigt gemittelte Gesteinsanalysen von Monchiquitgängen aus der Typlokalität in der Serra de Monchique, aus Williston in Vermont (Lake-Champlain-Provinz) sowie aus den Montérégie-Hügeln in Québec.
| Oxid        | Typlokalität (Gew. %) | Vermont (Gew. %) | Montérégie-Hügel (Gew. %) | Spurenelemente | Typlokalität (ppm) | Vermont (ppm) | Montérégie-Hügel (ppm) |
| ----------- | --------------------- | ---------------- | ------------------------- | -------------- | ------------------ | ------------- | ---------------------- |
| SiO2        | 43,05                 | 40,69            | 42,32                     | Pb             | 6                  |               |                        |
| TiO2        | 3,80                  | 2,81             | 3,89                      | Cu             | 35                 | 95            |                        |
| Al2O3       | 14,56                 | 12,33            | 15,03                     | Ni             | 46                 | 205           |                        |
| Fe2O3 (tot) | 11,69                 | 14,37            | 6,95                      | Cr             | 134                | 226           |                        |
| FeO         |                       |                  | 6,42                      | V              | 272                | 276           |                        |
| MnO         | 0,21                  | 0,21             | 0,22                      | Zr             | 359                | 314           | 410                    |
| MgO         | 7,46                  | 9,99             | 5,86                      | Y              | 37                 | 38            |                        |
| CaO         | 10,45                 | 13,56            | 11,88                     | Sr             | 1700               | 1605          |                        |
| Na2O        | 4,80                  | 2,77             | 4,30                      | Ba             | 997                | 1188          | 765                    |
| K2O         | 2,83                  | 1,94             | 2,17                      | Rb             | 89                 | 55            | 46                     |
| P2O5        | 1,06                  | 1,32             | 0,88                      | Nb             | 111                | 127           |                        |

Anmerkung: Die angeführten Analysen enthalten keine Volatile wie Wasser und Kohlendioxid; letztere betragen bei Monchiquiten gewöhnlich zwischen 4 und 8 %.
Deutlich zu erkennen ist der ultrabasische Charakter der Monchiquite (SiO2 kleiner 45 %), die Natriumvormacht bei den Alkalien, erhöhte Gehalte an Mg, Fe und Ca und starke Anreicherung bei den inkompatiblen Elementen Nb, P, Sr, V und Zr.

## Entstehung

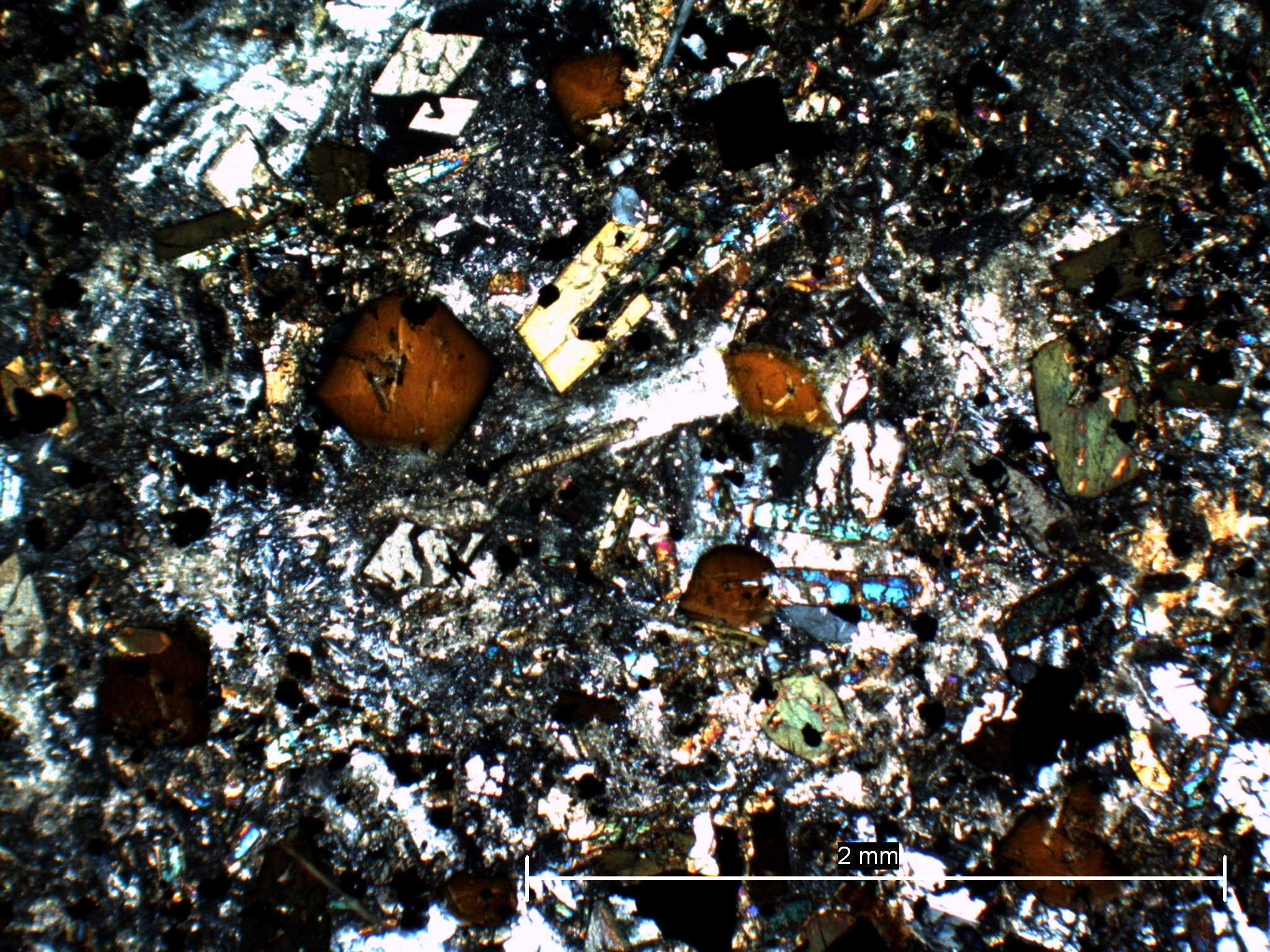
Dünnschliff des Monchiquit-Lagerganges von Sainte Dorthée, Quebec, Kanada. Gekreuzte Polarisatoren.

Aufgrund ihres ultramafischen bis mafischen Charakters, belegt durch niedrige SiO2-Werte und fraktionierte Kristallisation von Olivin und Klinopyroxen, ist anzunehmen, dass Monchiquite durch partielles Aufschmelzen aus Mantelmaterial hervorgegangen sind. Ihr negatives REE-Muster, ihre Anreicherung an LREE (leichte Seltene Erden) und inkompatiblen Elementen deuten auf angereichertes Mantelgestein, sehr wahrscheinlich Granatperidotit bzw. Granatlherzolith als Ausgangsgestein. Angereichertes Mantelgestein findet sich entweder in der Lithosphäre in einem Tiefenbereich von 100 bis 200 Kilometer oder in tieferen Mantelbereichen unterhalb 660 Kilometer (unterhalb der Asthenosphäre).
Der Aufstiegsmechanismus ist möglicherweise an einen Hotspot-Mantelplume gekoppelt, denkbar sind aber auch tiefreichende tektonische Störungen, die Aufschmelzen unter Druckverfall bewirken.

## Auftreten und Fundorte
Der Monchiquit ist ein typisches Ganggestein in Alkaligesteinskomplexen (Alkalisyenite, Alkaligabbros). Er kann aber auch Lavaströme bilden, wie zum Beispiel in den Hopi Buttes in Arizona, oder kleine Intrusionskörper. Neben Alnöiten, Polzeniten und ultrabasischen alkalischen Ganggesteinen tritt er in nephelinitisch-karbonatitischen Assoziationen auf. In Karbonatiten kommt er sogar relativ häufig vor.
Monchiquit ist meist mit Camptoniten, gelegentlich auch mit Limburgiten assoziiert.
Die einzigen Vorkommen von Monchiquit in Deutschland sind subvulkanische Gänge am Horberig bei Oberbergen im Kaiserstuhl.
Fundorte von Monchiquit sind die bereits erwähnte Typlokalität in Portugal, Australien (Victoria), Brasilien (Fernando de Noronha, Minas Gerais), Deutschland (Kaiserstuhl), England (Jersey), Frankreich (Département Haute-Garonne), Indien (Kathiawar, Meghalaya), Iran, Kamerun (Oberlauf des Benue), Kanada (Ontario, Québec), Marokko (Taourirt), Polen (Äußere Westkarpaten), Schottland (Caithness, Inverness-shire), Tschechien (Ústí nad Labem), Türkei, Ungarn, die USA (Arkansas, Arizona – Hopi-Buttes-Volcanic-Field, Montana, Neuenglandstaaten, New Mexico – Navajo-Volcanic-Field) und Wales (Monmouthshire).